# دندان شیرین (مجموعه تلویزیونی)
دندان شیرین یک مجموعه تلویزیونی درام فانتزی آمریکایی است که بر اساس کتاب کمیکی به همین نام ساخته جف لمیر ساخته شده‌است. این مجموعه توسط جیم مایکل برای نتفلیکس ساخته شد که در ۴ ژوئن ۲۰۲۱ به نمایش درآمد.

## بازیگران

### اصلی
- نونسو آنوزی در نقش تامی جپرد،[۲] مسافر و اصلاح شده لَست مَن که گاس را از دست شکارچیان غیرمجاز نجات می‌دهد و با اکراه گاس را در سفر خود برای یافتن مادرش همراهی می‌کند. گاس از او به عنوان «مرد بزرگ» یاد می‌کند. او قبل از آخرالزمان یک فوتبالیست حرفه ای معروف بود.
- کریستین کانوی در نقش گاس، پسری نیمه انسان و نیمه گوزن ۱۰ ساله ساده لوح که می‌خواهد مادرش را پیدا کند. تامی از گاس به عنوان «دندان شیرین» یاد می‌کند.
- عدیل اختر در نقش دکتر آدیتیا سینگ،[۳] پزشکی که ناامید از یافتن درمان ویروس H5G9 است که به عنوان بیمار نیز شناخته می‌شود.
- استفانیا لاوی اوون به عنوان بِر، رهبر و بنیانگذار ارتش حیوانات که دورگه‌ها را ذخیره می‌کند. بعداً مشخص شد که نام او ربکا «بکی» واکر است.
- دانیا رامیرز در نقش اِمی ایدن،[۴] درمانگر سابق که پناهگاهی امن برای دورگه‌ها به نام حفاظگاه ایجاد می‌کند
- آلیزا ولانی در نقش رانی سینگ، همسر دکتر آدیتیا سینگ که بیمار است
- جیمز برولین به عنوان راوی
- ویل فورته در نقش پوبا، پدر گاس که او را در یک کابین خلوت در پارک ملی یلوستون بزرگ کرد تا از او را در مقابل نفرت از دورگه‌ها محافظت کند. بعداً مشخص شد که نام او ریچارد فاکس است. وی در آزمایشگاه‌های فورت اسمیتز در گاس گراو کلرادو نگهبان بود.

### مکرر
- سارا پیرس در نقش دکتر گلادیس بل، پزشکی که از سرطان می‌میرد و تحقیقات خود را در مورد یافتن درمانی برای بیماران به دکتر سینگ واگذار می‌کند
- نیل سندیلندز به عنوان ژنرال ابوت، رهبر آخرین مردانی که دورگه‌ها را شکار می‌کند
- نالدی موری در نقش وندی، دختر دورگه اِمی که نیمه خوک و نیمه انسان است که به فرزندی پذیرفته شده‌است. اِمی اغلب او را به عنوان «دم‌خرگوشی» معرفی می‌کند. او دختر بیولوژیکی پدر و مادر خوانده بِر است.

### هنرپیشه مهمان
- امی سیمیتز در نقش بِردی، زنی که گاس تصور می‌کند مادرش است. بعداً مشخص شد که نام کوچک او گرترود است. وی یک متخصص ژنتیک در آزمایشگاه‌های فورت اسمیتز بود.

## قسمت‌ها
| شم. | عنوان                                | کارگردان        | نویسنده                    | تاریخ پخش اصلی | کد تولید  |
| --- | ------------------------------------ | --------------- | -------------------------- | -------------- | --------- |
| ۱   | «خارج از دیپ وود»                    | جیم مایکل       | جیم میکل                   | ۴ ژوئن ۲۰۲۱    | T15.10153 |
| ۲   | «با عرض پوزش در مورد همه افراد مرده» | جیم مایکل       | جیم مایکل و بث شوارتز      | ۴ ژوئن ۲۰۲۱    | T13.22302 |
| ۳   | «گوزن‌های عجیب و غریب S ** t»         | الکسیس استراندر | مایکل آر پری               | ۴ ژوئن ۲۰۲۱    | T13.22303 |
| ۴   | «سس مخفی»                            | توا فریزر       | جاستین بوید و هیلی هریس    | ۴ ژوئن ۲۰۲۱    | T13.22304 |
| ۵   | «در فریزر چیست؟»                     | رابین گریس      | کریستینا هام               | ۴ ژوئن ۲۰۲۱    | T13.22305 |
| ۶   | «خطر غریبه در قطار»                  | جیم مایکل       | نوح گریفیت و دانیل استوارت | ۴ ژوئن ۲۰۲۱    | T13.22306 |
| ۷   | «وقتی پوبا با بِردی ملاقات کرد»       | توا فریزر       | بت شوارتز                  | ۴ ژوئن ۲۰۲۱    | T13.22307 |
| ۸   | «مرد بزرگ»                           | جیم مایکل       | جیم مایکل                  | ۴ ژوئن ۲۰۲۱    | T13.22308 |